# Élton Arábia
Élton José Xavier Gomes , plus connu sous le nom d'Élton Arábia, né le 7 avril 1986 à Palmeira dos Índios au Brésil, est un footballeur brésilien. Il évolue au poste de milieu offensif avec le CRB.

## Biographie
Élton joue au Brésil, en Roumanie, en Arabie saoudite, aux Émirats arabes unis, et au Qatar.
Il dispute plus de 100 matchs en première division saoudienne. Il joue six matchs en Ligue des champions d'Asie avec le club saoudien d'Al-Fateh.

## Palmarès
- Champion du Brésil en 2005 avec les Corinthians
- Champion d'Arabie saoudite en 2013 avec Al-Fateh
- Vainqueur de la Supercoupe d'Arabie saoudite en 2013 avec Al-Fateh